# 소스 입력 포맷
MPEG-1에서 소스 입력 포맷(Source Input Format, SIF)은 디지털 영상의 저장과 전달을 허용하기 위해 개발된 비디오 포맷이다. 620/50 SIF 포맷 (PAL/SECAM)은 360x288 또는 352x288 화소에 초당 25 프레임을 지원한다. 525/59.94 SIF 포맷(NTSC)는 360x240 또는 352x240 화소에 초당 29.97 프레임을 지원한다. 컴퓨터 산업은 SIF를 320x240 (QVGA) 또는 384x288 화소(화면 재생 빈도는 어떠한 것이라도 상관 없음)로 정의한다.